# Diecezja Alto Solimões
Diecezja Alto Solimões (łac. Dioecesis Solimões Superioris) – diecezja Kościoła rzymskokatolickiego w Brazylii. Należy do metropolii Manaus, wchodzi w skład regionu kościelnego Norte I. Została erygowana przez papieża Piusa X  23 maja 1910 jako prefektura apostolska. 11 sierpnia 1950 podniesiona do rangi prałatury terytorialnej, zaś 14 sierpnia 1991 do rangi diecezji.

## Główne świątynie
- Katedra: Katedra Matki Bożej Nieustającej Pomocy w Tabatinga

## Biskupi

### Prefekci apostolscy
- Evangelista Galea OFMCap (1910-1938)
- Tomaz de Marcellano OFMCap (1938-1945)
- Wesceslau Nazareno Ponti OFMCap (1946-1950)

### Prałaci terytorialni
- Wesceslau Nazareno Ponti OFMCap (1950-1952)
- Cesário Alexandre Minali OFMCap (1955-1958)
- Adalberto Domingos Marzi OFMCap (1961-1990)
- Evangelista Alcimar Caldas Magalhães OFMCap (1990-1991)

### Biskupi diecezjalni
- Evangelista Alcimar Caldas Magalhães OFMCap (1991-2015)[1]
- Adolfo Zon Pereira SX (od 2015)[1]